# Atletiek op de Olympische Zomerspelen 2008 (kwalificatie)
Deze pagina beschrijft de kwalificatie voor het atletiektoernooi op de Olympische Zomerspelen 2008.

## Kwalificatieeisen
Elke NOC mag drie atleten per onderdeel afvaardigen, indien ze allemaal hebben voldaan aan de A kwalificatie. Ze mogen 1 atleet afvaardigen als hij voldaan heeft aan de B kwalificatie-eis. Ook mag er één estafette team meedoen per land.
De eisen moeten bereikt worden tijdens de kwalificatieperiode die vastgesteld is door de IAAF.
| Onderdelen                | Mannen A  | Mannen B  | Vrouwen A | Vrouwen B |
| ------------------------- | --------- | --------- | --------- | --------- |
| 100 m                     | 00:10.21  | 00:10.28  | 00:11.32  | 00:11.42  |
| 200 m                     | 00:20.59  | 00:20.75  | 00:23.00  | 00:23.20  |
| 400 m                     | 00:45.55  | 00:45.95  | 00:51.55  | 00:52.35  |
| 800 m                     | 01:46.00  | 01:47.60  | 02:00.00  | 02:01.30  |
| 1500 m                    | 03:36.60  | 03:39.00  | 04:07.00  | 04:08.00  |
| 5000 m                    | 13:21.50  | 13:28.00  | 15:09.00  | 15:24.00  |
| 10000 m                   | 27:50.00  | 28:10.00  | 31:45.00  | 32:20.00  |
| 100 m hordelopen          | -         | -         | 00:12.96  | 00:13.11  |
| 110 m hordelopen          | 00:13.55  | 00:13.72  | -         | -         |
| 400 m hordelopen          | 00:49.20  | 00:49.50  | 00:55.60  | 00:56.50  |
| 3000 m Steeplechase       | 08:24.60  | 08:32.00  | 09:46.00  | 09:55.00  |
| Hoogspringen              | 2.30 m    | 2.27 m    | 1.95 m    | 1.91 m    |
| Polsstokhoogspringen      | 5.70 m    | 5.55 m    | 4.45 m    | 4.30 m    |
| Verspringen               | 8.20 m    | 8.05 m    | 6.72 m    | 6.60 m    |
| Hink-stap-springen        | 17.10 m   | 16.80 m   | 14.20 m   | 14.00 m   |
| Kogelstoten               | 20.30 m   | 19.80 m   | 18.35 m   | 17.20 m   |
| Discuswerpen              | 64.50 m   | 62.50 m   | 61.00 m   | 59.00 m   |
| kogelslingeren            | 78.50 m   | 74.00 m   | 69.50 m   | 67.00 m   |
| Speerwerpen               | 81.80 m   | 77.80 m   | 60.50 m   | 56.00 m   |
| Zevenkamp                 | -         | -         | 6,000 pts | 5,800 pts |
| Tienkamp                  | 8,000 pts | 7,700 pts | -         | -         |
| 20 kilometer Snelwandelen | 01:23:00  | 01:24:30  | 01:33.30  | 01:38.00  |
| 50 kilometer Snelwandelen | 04:00:00  | 04:07:00  | -         | -         |
| Marathon                  | 02:15:00  | 02:18:00  | 02:37.00  | 02:42.00  |

Atletiek · 
Badminton · 
Basketbal · 
Boksen · 
Boogschieten · 
Gewichtheffen ·
Gymnastiek · 
Handbal · 
Hockey · 
Honkbal · 
Judo · 
Kanovaren · 
Moderne vijfkamp · 
Paardensport · 
Roeien ·
Schermen · 
Schietsport ·
Schoonspringen ·
Softbal ·
Synchroonzwemmen ·
Taekwondo ·
Tafeltennis ·
Tennis ·
Triatlon ·
Voetbal · 
Volleybal ·
Waterpolo ·
Wielersport · 
Worstelen ·
Zeilen ·
Zwemmen